# 韦达帕蒂
韦达帕蒂（Vedapatti），是印度泰米尔纳德邦Coimbatore县的一个城镇。总人口9545（2001年）。

## 人口
该地2001年总人口9545人，其中男性4897人，女性4648人；0—6岁人口930人，其中男490人，女440人；识字率67.71%，其中男性为73.19%，女性为61.94%。